# Copa América de Voleibol de 1999
A Copa América de Voleibol de 1999 foi a 2.ª edição deste torneio organizado anualmente pela Confederação Sul-Americana de Voleibol (CSV) e pela Confederação da América do Norte, Central e Caribe de Voleibol (NORCECA). O torneio aconteceu entre os dias 14 e 23 de outubro, sendo dividido em duas cidades diferentes como St. Petersburg e Tampa, que também recebeu a fase final. No total, a disputa reuniu seis seleções masculinas pan-americanas de voleibol.
O Brasil faturou o seu segundo título na competição ao derrotar os donos da casa, os Estados Unidos, confirmando o seu favoritismo.

## Formato de disputa
A primeira fase reuniu as seis seleções em um único grupo, com os duelos sendo divididos em duas etapas. As quatro melhores classificadas disputaram a fase final em cruzamento olímpico entre semifinal, disputa do bronze e final.
Para critérios de sistema de pontos, o placar de 3-0 ou 3-1 garantiu três pontos para a equipe vencedora e nenhum para a equipe derrotada; já o placar de 3-2 garantiu dois pontos para a equipe vencedora e um para a perdedora.

## Primeira fase
Classificação
|  |                                 |
|  | Classificados para a semifinal. |

|     |                |     | Jogos | Jogos | Jogos | Resultados | Resultados | Resultados | Resultados | Resultados | Resultados | Sets | Sets | Sets  | Pontos | Pontos | Pontos |
| Pos | Equipe         | Pts | T     | V     | D     | 3–0        | 3–1        | 3–2        | 2–3        | 1–3        | 0–3        | V    | P    | R     | V      | P      | R      |
| --- | -------------- | --- | ----- | ----- | ----- | ---------- | ---------- | ---------- | ---------- | ---------- | ---------- | ---- | ---- | ----- | ------ | ------ | ------ |
| 1   | Brasil         | 15  | 5     | 5     | 0     | 5          | 0          | 0          | 0          | 0          | 0          | 15   | 0    | MAX   | 384    | 295    | 1.302  |
| 2   | Estados Unidos | 12  | 5     | 4     | 1     | 2          | 2          | 0          | 0          | 0          | 1          | 12   | 5    | 2.400 | 409    | 358    | 1.142  |
| 3   | Cuba           | 8   | 5     | 3     | 2     | 1          | 1          | 1          | 0          | 1          | 1          | 10   | 9    | 1.111 | 421    | 426    | 0.988  |
| 4   | Argentina      | 6   | 5     | 2     | 3     | 1          | 0          | 1          | 1          | 0          | 2          | 8    | 11   | 0.727 | 409    | 437    | 0.936  |
| 5   | Canadá         | 3   | 5     | 1     | 4     | 1          | 0          | 0          | 0          | 2          | 2          | 5    | 12   | 0.417 | 370    | 420    | 0.881  |
| 6   | Venezuela      | 1   | 5     | 0     | 5     | 0          | 0          | 0          | 1          | 0          | 4          | 2    | 15   | 0.133 | 352    | 409    | 0.861  |

### Etapa 1: Tampa
| Data   | Hora  |                | Placar |           | Set 1 | Set 2 | Set 3 | Set 4 | Set 5 | Total   | Relatório |
| ------ | ----- | -------------- | ------ | --------- | ----- | ----- | ----- | ----- | ----- | ------- | --------- |
| 14 out | 17:00 | Brasil         | 3–0    | Canadá    | 25–23 | 29–27 | 25–19 |       |       | 79–69   | Resultado |
| 14 out | 20:00 | Estados Unidos | 3–0    | Venezuela | 25–23 | 26–24 | 25–20 |       |       | 76–67   | Resultado |
| 15 out | 17:30 | Brasil         | 3–0    | Cuba      | 25–20 | 25–12 | 28–26 |       |       | 78–58   | Resultado |
| 15 out | 19:30 | Argentina      | 3–2    | Venezuela | 25–23 | 19–25 | 21–25 | 26–24 | 15–13 | 106–110 | Resultado |
| 16 out | 17:00 | Argentina      | 3–0    | Canadá    | 32–30 | 25–16 | 25–19 |       |       | 82–65   | Resultado |
| 16 out | 19:30 | Estados Unidos | 3–1    | Cuba      | 25–17 | 25–21 | 23–25 | 25–15 |       | 98–78   | Resultado |

### Etapa 2: St. Petersburg
| Data   | Hora  |                | Placar |                | Set 1 | Set 2 | Set 3 | Set 4 | Set 5 | Total   | Relatório |
| ------ | ----- | -------------- | ------ | -------------- | ----- | ----- | ----- | ----- | ----- | ------- | --------- |
| 17 out | 15:00 | Brasil         | 3–0    | Argentina      | 25–22 | 25–17 | 25–14 |       |       | 75–53   | Resultado |
| 17 out | 17:30 | Canadá         | 3–0    | Venezuela      | 25–19 | 25–19 | 25–18 |       |       | 75–56   | Resultado |
| 18 out | 17:00 | Cuba           | 3–1    | Canadá         | 24–26 | 25–21 | 25–18 | 25–15 |       | 99–80   | Resultado |
| 18 out | 19:30 | Brasil         | 3–0    | Estados Unidos | 25–13 | 25–22 | 25–20 |       |       | 75–55   | Resultado |
| 19 out | 17:00 | Cuba           | 3–0    | Venezuela      | 25–20 | 25–22 | 25–17 |       |       | 75–59   | Resultado |
| 19 out | 19:30 | Estados Unidos | 3–0    | Argentina      | 26–24 | 25–13 | 25–20 |       |       | 76–57   | Resultado |
| 21 out | 16:00 | Brasil         | 3–0    | Venezuela      | 25–20 | 25–15 | 27–25 |       |       | 77–60   | Resultado |
| 21 out | 18:00 | Cuba           | 3–2    | Argentina      | 19–25 | 25–22 | 25–20 | 21–25 | 21–19 | 111–111 | Resultado |
| 21 out | 20:00 | Estados Unidos | 3–1    | Canadá         | 25–20 | 25–12 | 29–31 | 25–18 |       | 104–81  | Resultado |

## Fase final

### Final four
|  | Semifinais     | Semifinais     |   |               | Final          | Final |  |
|  |                |                |   |               |                |       |  |
|  | 22 de outubro  |                |   |               |                |       |  |
|  | Brasil         | 3              |   |               |                |       |  |
|  | Argentina      | 0              |   |               |                |       |  |
|  |                |                |   |               |                |       |  |
|  |                |                |   |               | 23 de outubro  |       |  |
|  |                |                |   |               | Brasil         | 3     |  |
|  |                | Estados Unidos | 1 |               |                |       |  |
|  |                |                |   |               |                |       |  |
|  |                |                |   |               |                |       |  |
|  |                |                |   |               | Terceiro lugar |       |  |
|  | 22 de outubro  | 22 de outubro  |   | 23 de outubro | 23 de outubro  |       |  |
|  | Estados Unidos | 3              |   | Argentina     | 3              |       |  |
|  | Cuba           | 0              |   |               | Cuba           | 0     |  |

Semifinais
| Data   | Hora  |                | Placar |           | Set 1 | Set 2 | Set 3 | Set 4 | Set 5 | Total | Relatório |
| ------ | ----- | -------------- | ------ | --------- | ----- | ----- | ----- | ----- | ----- | ----- | --------- |
| 22 out | 17:30 | Brasil         | 3–0    | Argentina | 25–22 | 25–21 | 25–13 |       |       | 75–56 | Resultado |
| 22 out | 19:30 | Estados Unidos | 3–0    | Cuba      | 25–16 | 25–21 | 25–13 |       |       | 75–50 | Resultado |

Terceiro lugar
| Data   | Hora  |           | Placar |      | Set 1 | Set 2 | Set 3 | Set 4 | Set 5 | Total | Relatório |
| ------ | ----- | --------- | ------ | ---- | ----- | ----- | ----- | ----- | ----- | ----- | --------- |
| 23 out | 14:30 | Argentina | 3–0    | Cuba | 25–16 | 25–21 | 25–19 |       |       | 75–56 | Resultado |

Final
| Data   | Hora  |        | Placar |                | Set 1 | Set 2 | Set 3 | Set 4 | Set 5 | Total | Relatório |
| ------ | ----- | ------ | ------ | -------------- | ----- | ----- | ----- | ----- | ----- | ----- | --------- |
| 23 out | 17:00 | Brasil | 3–1    | Estados Unidos | 24–26 | 25–20 | 25–23 | 25–13 |       | 99–82 | Resultado |

## Classificação final
| Posição | Equipe         |
| ------- | -------------- |
|         | Brasil         |
|         | Estados Unidos |
|         | Argentina      |
| 4       | Cuba           |
| 5       | Canadá         |
| 6       | Venezuela      |